# Marco Schikora
Marco Schikora (* 20. September 1994 in Stadthagen) ist ein deutscher Fußballspieler.

## Karriere
Nach seinen Anfängen in der Jugend des SV Victoria Lauenau und anschließend dem TSV Havelse wechselte er im Sommer 2012 in die Jugendabteilung des 1. FC Germania Egestorf/Langreder. Dort kam er auch zu seinem ersten Einsätzen im Seniorenbereich in der fünftklassigen Oberliga Niedersachsen. Am Ende der Saison 2015/16 und dem Vizemeistertitel setzte er sich mit seinem Verein in den Relegationsspielen durch und stieg in die Regionalliga Nord auf. Im gleichen Jahr gelang ihm mit seinem Verein durch den Einzug ins Pokalfinale des Niedersachsenpokals die Qualifikation für den DFB-Pokal. Dort verlor er mit seinem Verein in der 1. Runde zu Hause mit 0:6 gegen die TSG 1899 Hoffenheim. Bei diesem Spiel stand er die komplette Spielzeit auf dem Platz. Nach insgesamt 145 Spielen und 12 Toren wechselte er im Sommer 2018 in die Regionalliga Nordost zum FC Viktoria 1889 Berlin. Bereits in der darauffolgenden Saison wechselte er nach insgesamt 37 Spielen und 4 Toren in die Regionalliga Südwest zu den Kickers Offenbach. Für seinen neuen Verein kam er bis zum Saisonabbruch in Folge der COVID-19-Pandemie auf insgesamt 21 Spiele und er erzielte dabei 3 Tore.
Im Sommer 2020 erfolgte nach einem erfolgreichen Probetraining sein Wechsel zum Drittligisten FSV Zwickau. Dort kam er auch zu seinem ersten Einsatz im Profibereich, als er am 19. September 2020, dem 1. Spieltag, beim 2:1-Heimsieg gegen die SpVgg Unterhaching in der Startformation stand.
Nach seinem Vertragsende in Zwickau unterschrieb Schikora beim FC Erzgebirge Aue einen Vertrag bis 2024. Eine angebotene Verlängerung lehnte Schikora ab; er wechselte zum 1. Juli 2024 zum SV Sandhausen.